# IC 3239
IC 3239 је галаксија у сазвјежђу Дјевица која се налази на листи објеката дубоког неба у Индекс каталогу.
Деклинација објекта је + 11° 43' 33" а ректасцензија 12h 23m 9,5s. Привидна величина (магнитуда) објекта IC 3239 износи 14,8 а фотографска магнитуда 15,4. IC 3239 је још познат и под ознакама CGCG 70-38, VCC 620, PGC 40187.